# Małgorzata Dłużewska
Małgorzata Dłużewska –nombre de casada, Małgorzata Wieliczko– (1 de agosto de 1958) es una deportista polaca que compitió en remo. Es madre de la también remera Marta Wieliczko.
Participó en los Juegos Olímpicos de Moscú 1980, obteniendo una medalla de plata en la prueba de dos sin timonel. Ganó dos medallas en el Campeonato Mundial de Remo, bronce en 1979 y plata en 1982.

## Palmarés internacional
| Juegos Olímpicos   | Juegos Olímpicos  | Juegos Olímpicos  | Juegos Olímpicos |
| Año                | Lugar             | Medalla           | Prueba           |
| ------------------ | ----------------- | ----------------- | ---------------- |
| 1980               | Moscú (URSS)      | Medalla de plata  | Dos sin timonel  |
| Campeonato Mundial |                   |                   |                  |
| Año                | Lugar             | Medalla           | Prueba           |
| 1979               | Bled (Yugoslavia) | Medalla de bronce | Dos sin timonel  |
| 1982               | Lucerna (Suiza)   | Medalla de plata  | Dos sin timonel  |